# Риволи-Веронезе
Риволи-Веронезе (итал. Rivoli Veronese) — коммуна в Италии, располагается в провинции Верона области Венеция, на правом берегу реки Адидже, в 20 км к северо-западу от Вероны.
Население составляет 2 218 человек (30-04-2018), плотность населения составляет 120,35  чел./км². Занимает площадь 18,43 км². Почтовый индекс — 37010. Телефонный код — 045.
Покровителем коммуны почитается святой Бенедикт Нурсийский. Праздник ежегодно празднуется 11 июля.
В городе родилась известная легкоатлетка Сара Симеони.
14 января 1797 года Наполеон Бонапарт одержал в битве при Риволе победу над австрийцами.

## Примечание
1. ↑  Statistiche demografiche ISTAT. demo.istat.it. Дата обращения: 13 декабря 2019. Архивировано из оригинала 14 января 2018 года.